# Santiago Zambrano
Sebastián Santiago Zambrano Solano (* 4. Januar 1991) ist ein ecuadorianischer Badmintonspieler.

## Karriere
Santiago Zambrano nahm 2007 an den Panamerikaspielen und 2010 an den Südamerikaspielen teil. Seine beste Platzierung bei diesen Veranstaltungen war Rang drei bei den Südamerikaspielen im Herrendoppel mit Sebastián Terán.